# Dysdera
Dysdera je rod pavouků z čeledi šestiočkovití (Dysderidae), který zahrnuje více než 250 druhů. Český název je šestiočka. Vyskytuje se především ve Středomoří, ale některé zástupce lze nalézt i v odlehlejších částech Evropy a Asie, minimálně dva druhy žijí v jižní Americe a jeden (Dysdera crocata, šestiočka velká) je kosmopolitní.
Aktivní jsou převážně v noci, k lovu kořisti nepoužívají pavučiny, ale pronásledují ji na zemi. Přes den se ukrývají v pavučinovém zámotku, který si budují pod kůrou nebo pod kameny. Některé druhy (např. Dysdera unguimmanis) žijí v jeskyních.

## Potravní specializace na stínky
Některé druhy rodu Dysdera se živí převážně suchozemskými stejnonožci z podřádu Oniscidea, tedy stínkami a svinkami. Těmto živočichům pomáhá při ochraně před predací jinými bezobratlými stavba těla - hřbet mají krytý tvrdým článkovaným krunýřem a v případě nebezpečí (pokud nezvolí rychlý únik) se mohou stočit do kuličky nebo pevně přitisknout k povrchu, čímž jsou měkké části těla dobře chráněny před útokem. Šestiočky, které se stínkami živí, mají k překonání těchto ochranných mechanismů přizpůsobené chelicery a zároveň vyvinuly několik speciálních taktik lovu:
- Taktiku „kleště“ používají druhy s prodlouženými chelicerami (pozorována např. u druhu D. erythrina). Pavouk vsune jednu cheliceru pod stínku, druhou přiloží k jejímu hřbetu a stiskne je k sobě, čímž dojde k probodnutí měkké břišní části a následnému vypuštění jedu. Pokud útok není dost rychlý a kořist se stihne svinout do kuličky, pavouk si počká, než se zase rozvine, nebo ji i aktivně otáčí v předních končetinách a hledá měkké místo, do kterého by se mohl zakousnout.
- Druhy se zahnutými chelicerami (např. D. spinicrus) uchvacují kořist taktikou „vidlička“: oběma chelicerami stínku rychle podeberou a zabodnou je do břišní části.
- Taktiku „klíč“ používají druhy, jejichž chelicery jsou zploštělé (např. D. dubrovninnii). Zploštělé a ohebné jsou i drápky na koncích chelicer a pavouk je tak schopen vsunout jeden z nich pod okraj některé z destiček, které tvoří krunýř stínky, a vypustit jed. Proti tomuto typu útoku se kořist neubrání ani svinutím do kuličky nebo přitisknutím k povrchu.

Byla také pozorována souvislost mezi mírou modifikace chelicer a potravními preferencemi pavouků: druhy, které nemají chelicery modifikované, se stínkami prakticky vůbec neživí; ty, které mají chelicery například jen mírně prodloužené, stejnonožce zařazují do svého jídelníčku a druhy s výrazně modifikovanými chelicerami se stínkami živí téměř výhradně.

## Rozšíření na Kanárských ostrovech
Na Kanárských ostrovech bylo nalezeno 43 endemických druhů šestioček rodu Dysdera, což znamená výskyt přibližně šestiny všech známých druhů tohoto rodu ve velmi malé části jeho celkového areálu. Fylogeografické výzkumy odhalily, že 36 z těchto druhů pravděpodobně pochází z jediného společného předka a celkově muselo dojít ke dvěma až čtyřem kolonizacím souostroví. Odtud kolonizace pokračovala na další Makaronéské ostrovy kromě Azor, které byly nezávisle osídleny z kontinentu.
Obecně mají podobné studie rozšíření druhů na souostrovích velký přínos při objasňování principů speciace.